# Anthene amanica
Anthene amanica är en fjärilsart som beskrevs av Embrik Strand 1909. Anthene amanica ingår i släktet Anthene och familjen juvelvingar. Inga underarter finns listade i Catalogue of Life.